# Ryki (gmina)
Ryki – gmina miejsko-wiejska w Polsce położona w województwie lubelskim, w powiecie ryckim, z siedzibą w Rykach. W latach 1975–1998 gmina administracyjnie należała do województwa lubelskiego.
Według danych z 31 grudnia 2017 roku gminę zamieszkiwało 20 510 osób.

## Struktura powierzchni
Według danych z roku 2002 gmina Ryki ma obszar 161,8 km², w tym:
- użytki rolne: 71%
- użytki leśne: 17%

Gmina stanowi 26,29% powierzchni powiatu.

## Demografia
30 czerwca 2004 gminę zamieszkiwało 20 496 osób. W 2008 roku liczba mieszkańców sięgała liczby 21 376 osób.
Dane z 30 czerwca 2004 roku były następujące:

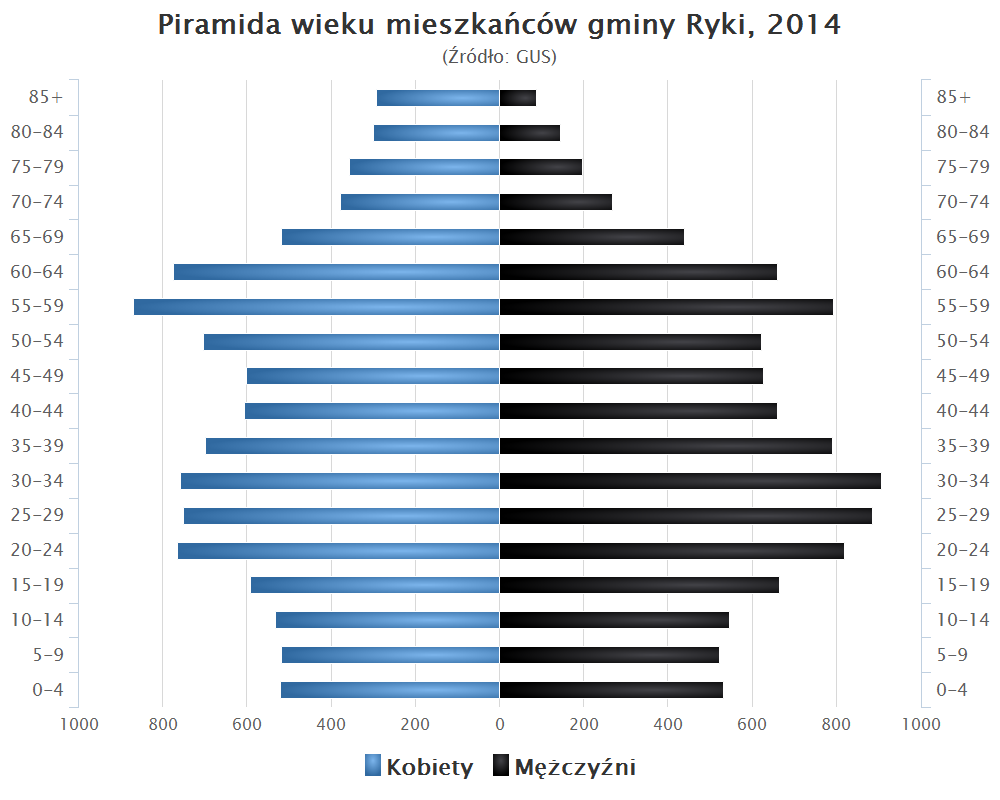
Piramida wieku mieszkańców gminy Ryki w 2014 roku

| Opis                              | Ogółem | Ogółem | Kobiety | Kobiety | Mężczyźni | Mężczyźni |
| --------------------------------- | ------ | ------ | ------- | ------- | --------- | --------- |
| jednostka                         | osób   | %      | osób    | %       | osób      | %         |
| populacja                         | 20 496 | 100    | 10 347  | 50,5    | 10 149    | 49,5      |
| gęstość zaludnienia (mieszk./km²) | 126,7  | 126,7  | 63,9    | 63,9    | 62,7      | 62,7      |

| Wykaz miejscowości podstawowych oraz ich integralnych części w administracji gminy Ryki                                                                                                  | Wykaz miejscowości podstawowych oraz ich integralnych części w administracji gminy Ryki | Wykaz miejscowości podstawowych oraz ich integralnych części w administracji gminy Ryki | Wykaz miejscowości podstawowych oraz ich integralnych części w administracji gminy Ryki | Wykaz miejscowości podstawowych oraz ich integralnych części w administracji gminy Ryki |
| Nazwa miejscowości | Identyfikator                                                                           | Rodzaj miejscowości                                                                     | Miejscowość podstawowa                                                                  | Współrzędne geograficzne                                                                |
| --- | --------------------------------------------------------------------------------------- | --------------------------------------------------------------------------------------- | --------------------------------------------------------------------------------------- | --------------------------------------------------------------------------------------- |
| Budzyń | 0390455                                                                                 | część wsi                                                                               | Bobrowniki                                                                              | 51°32′45″N 21°55′47″E/51,545833 21,929722                                               |
| Podwiatraki | 0390461                                                                                 | część wsi                                                                               | Bobrowniki                                                                              | 51°32′40″N 21°55′22″E/51,544444 21,922778                                               |
| Kawa | 0390484                                                                                 | część wsi                                                                               | Brusów                                                                                  | 51°39′07″N 22°01′08″E/51,651944 22,018889                                               |
| Budki | 0390509                                                                                 | część wsi                                                                               | Budki-Rososz                                                                            | 51°40′44″N 21°59′39″E/51,678889 21,994167                                               |
| Kruków | 0390515                                                                                 | część wsi                                                                               | Budki-Rososz                                                                            | 51°40′55″N 22°00′11″E/51,681944 22,003056                                               |
| Chudów | 0390685                                                                                 | część wsi                                                                               | Leopoldów                                                                               | 51°40′30″N 22°03′33″E/51,675000 22,059167                                               |
| Falentyn | 0390544                                                                                 | część wsi                                                                               | Leopoldów                                                                               | 51°39′48″N 22°00′40″E/51,663333 22,011111                                               |
| Karczmiska | 0390567                                                                                 | część wsi                                                                               | Leopoldów                                                                               | 51°40′08″N 22°00′05″E/51,668889 22,001389                                               |
| Nowiny | 0390691                                                                                 | część wsi                                                                               | Leopoldów                                                                               | 51°40′03″N 22°03′15″E/51,667500 22,054167                                               |
| Nowiny-Rososz | 0390679                                                                                 | część wsi                                                                               | Leopoldów                                                                               | 51°40′32″N 22°02′15″E/51,675556 22,037500                                               |
| Marianów | 0390656                                                                                 | część wsi                                                                               | Niwa Babicka                                                                            | 51°39′55″N 21°50′51″E/51,665278 21,847500                                               |
| Dule-Gajówka | 0390716                                                                                 | część wsi                                                                               | Nowy Bazanów                                                                            | 51°37′42″N 22°02′23″E/51,628333 22,039722                                               |
| Podwierzbie-Kolonia | 0390774                                                                                 | część wsi                                                                               | Podwierzbie                                                                             | 51°33′08″N 21°57′00″E/51,552222 21,950000                                               |
| Wymysłów | 0390780                                                                                 | część wsi                                                                               | Podwierzbie                                                                             | 51°33′57″N 21°56′45″E/51,565833 21,945833                                               |
| Karczmiska | 0390567                                                                                 | część wsi                                                                               | Sędowice                                                                                | 51°40′08″N 22°00′05″E/51,668889 22,001389                                               |
| Piaski | 0390834                                                                                 | część wsi                                                                               | Sędowice                                                                                | 51°33′21″N 21°58′16″E/51,555833 21,971111                                               |
| Dołki | 0390886                                                                                 | część wsi                                                                               | Stary Bazanów                                                                           | 51°37′38″N 21°59′37″E/51,627222 21,993611                                               |
| Niwka | 0390892                                                                                 | część wsi                                                                               | Stary Bazanów                                                                           | 51°37′08″N 22°00′13″E/51,618889 22,003611                                               |
| Szczałba | 0390900                                                                                 | część wsi                                                                               | Stary Bazanów                                                                           | 51°36′58″N 22°02′25″E/51,616111 22,040278                                               |
| Zadole | 0390917                                                                                 | część wsi                                                                               | Stary Bazanów                                                                           | 51°36′55″N 22°00′49″E/51,615278 22,013611                                               |
| Kazimierzyn | 0390930                                                                                 | część wsi                                                                               | Swaty                                                                                   | 51°38′46″N 21°53′56″E/51,646111 21,898889                                               |
| Sędowice | 0390840                                                                                 | kolonia                                                                                 |                                                                                         | 51°33′41″N 21°58′02″E/51,561389 21,967222                                               |
| Zalesie-Kolonia | 0390952                                                                                 | kolonia                                                                                 |                                                                                         | 51°39′33″N 21°57′29″E/51,659167 21,958056                                               |
| Krasnogliny | 0390604                                                                                 | osada leśna wsi                                                                         | Krasnogliny                                                                             | 51°34′59″N 21°56′34″E/51,583056 21,942778                                               |
| Bobrowniki | 0390449                                                                                 | wieś                                                                                    |                                                                                         | 51°32′57″N 21°55′56″E/51,549167 21,932222                                               |
| Brusów | 0390478                                                                                 | wieś                                                                                    |                                                                                         | 51°38′28″N 22°00′59″E/51,641111 22,016389                                               |
| Budki-Rososz | 0390490                                                                                 | wieś                                                                                    |                                                                                         | 51°40′39″N 21°59′55″E/51,677500 21,998611                                               |
| Chrustne | 0390521                                                                                 | wieś                                                                                    |                                                                                         | 51°36′40″N 21°58′34″E/51,611111 21,976111                                               |
| Edwardów | 0390538                                                                                 | wieś                                                                                    |                                                                                         | 51°39′13″N 21°51′06″E/51,653611 21,851667                                               |
| Janisze | 0390550                                                                                 | wieś                                                                                    |                                                                                         | 51°37′23″N 21°58′59″E/51,623056 21,983056                                               |
| Kleszczówka | 0390580                                                                                 | wieś                                                                                    |                                                                                         | 51°33′59″N 21°54′35″E/51,566389 21,909722                                               |
| Krasnogliny | 0390604                                                                                 | wieś                                                                                    |                                                                                         | 51°34′59″N 21°56′34″E/51,583056 21,942778                                               |
| Lasocin | 0390610                                                                                 | wieś                                                                                    |                                                                                         | 51°40′22″N 21°58′03″E/51,672778 21,967500                                               |
| Lasoń | 0390627                                                                                 | wieś                                                                                    |                                                                                         | 51°34′58″N 21°58′10″E/51,582778 21,969444                                               |
| Leopoldów | 0390573                                                                                 | wieś                                                                                    |                                                                                         | 51°40′07″N 22°00′29″E/51,668611 22,008056                                               |
| Moszczanka | 0390633                                                                                 | wieś                                                                                    |                                                                                         | 51°35′37″N 21°57′44″E/51,593611 21,962222                                               |
| Niwa Babicka | 0390640                                                                                 | wieś                                                                                    |                                                                                         | 51°40′08″N 21°52′02″E/51,668889 21,867222                                               |
| Nowa Dąbia | 0390662                                                                                 | wieś                                                                                    |                                                                                         | 51°39′28″N 21°54′47″E/51,657778 21,913056                                               |
| Nowy Bazanów | 0390700                                                                                 | wieś                                                                                    |                                                                                         | 51°37′41″N 22°01′46″E/51,628056 22,029444                                               |
| Nowy Dęblin | 0390722                                                                                 | wieś                                                                                    |                                                                                         | 51°35′25″N 21°58′16″E/51,590278 21,971111                                               |
| Ogonów | 0390739                                                                                 | wieś                                                                                    |                                                                                         | 51°37′52″N 21°59′07″E/51,631111 21,985278                                               |
| Oszczywilk | 0390745                                                                                 | wieś                                                                                    |                                                                                         | 51°38′28″N 21°59′01″E/51,641111 21,983611                                               |
| Ownia | 0390751                                                                                 | wieś                                                                                    |                                                                                         | 51°41′21″N 21°54′14″E/51,689167 21,903889                                               |
| Podwierzbie | 0390768                                                                                 | wieś                                                                                    |                                                                                         | 51°32′50″N 21°56′24″E/51,547222 21,940000                                               |
| Potok | 0390797                                                                                 | wieś                                                                                    |                                                                                         | 51°40′47″N 21°57′10″E/51,679722 21,952778                                               |
| Rososz | 0390805                                                                                 | wieś                                                                                    |                                                                                         | 51°39′58″N 21°58′48″E/51,666111 21,980000                                               |
| Sędowice | 0390840                                                                                 | wieś                                                                                    |                                                                                         | 51°33′41″N 21°58′02″E/51,561389 21,967222                                               |
| Sierskowola | 0390857                                                                                 | wieś                                                                                    |                                                                                         | 51°35′50″N 21°59′25″E/51,597222 21,990278                                               |
| Stara Dąbia | 0390863                                                                                 | wieś                                                                                    |                                                                                         | 51°39′45″N 21°53′16″E/51,662500 21,887778                                               |
| Stary Bazanów | 0390870                                                                                 | wieś                                                                                    |                                                                                         | 51°37′29″N 22°00′56″E/51,624722 22,015556                                               |
| Swaty | 0390923                                                                                 | wieś                                                                                    |                                                                                         | 51°37′45″N 21°52′40″E/51,629167 21,877778                                               |
| Zalesie | 0390946                                                                                 | wieś                                                                                    |                                                                                         | 51°39′32″N 21°56′27″E/51,658889 21,940833                                               |
| Źródło: Państwowy Rejestr Nazw Geograficznych – miejscowości – format XLSX, Dane z państwowego rejestru nazw geograficznych – PRNG, Główny Urząd Geodezji i Kartografii, 1 stycznia 2025 |                                                                                         |                                                                                         |                                                                                         |                                                                                         |

## Sołectwa
Bobrowniki, Brusów, Budki - Kruków, Chrustne,  Działki (dawne Świerczewskiego), Edwardów, Jana Pawła, Janisze, Jarmołówka, Julin, Kleszczówka, Kolonia Swaty, Krasnogliny, Królewska, Lasocin, Lasoń, Leopoldów Południe, Leopoldów Północ, Moszczanka, Niwa Babicka, Nowa Dąbia, Nowy Bazanów, Nowy Dęblin, Ogonów, Oszczywilk, Ownia, Podwierzbie, Potok, Rososz, Sędowice, Sierskowola, Słowackiego Jednorodzinne, Słowackiego Wielorodzinne, Stare Miasto, Stara Dąbia, Stary Bazanów, Stawy Karasiówka, Swaty, Zalesie.

## Sąsiednie gminy
Dęblin, Kłoczew, Nowodwór, Puławy, Stężyca, Trojanów, Ułęż, Żyrzyn